# Sabana de Torres
Sabana de Torres est une municipalité colombienne située dans le département de Santander.